# Frigija
Frigija (grč. Φρυγία) je antička pokrajina u središnjoj Anatoliji (današnja Turska) odnosno naziv za drevno kraljevstvo koje se protezalo regijom. Prema Herodotu, Frigijci su u ranoj povijesti živjeli na jugu Balkana gdje su se zvali Brigijci, no u 2. tisućljeću pr. Kr. prešli su preko Dardanela i naselili Malu Aziju. Kao razlozi preseljenja navode se služenje bogatom gradu Troji kojem su Frigijci bili saveznici. Frigijom su kroz antičku povijest vladale mnoge moćne države poput Hetitskog Carstva, Ahemenidskog Perzijskog Carstva, te Rimskog Carstva. Pretpostavlja se kako je autohtoni frigijski jezik izumro u 7. stoljeću.
Glavni je grad bio Gordion (odatle Gordijev čvor).
Povijest Frigijskog Kraljevstva, kakvu danas poznajemo, počiva u najvećoj mjeri na rekonstrukcijama dobivenim iz arheoloških izvora, koji se upotpunjavaju pisanim izvorima antičkih autora, često nejasnima ostavljajući mogućnosti za razne interpretacije. Najraniji grčki autor koji spominje Frigijce (Frize) je Homer u svom djelu Ilijada, opisujući ih kao narod koji obitava uz rijeku Sangariju (današnja Sakarya):
Nekad sam pošao ja u lozoplodnu frigijsku zemlju
I vidjeh frigijsku silu junaka s konjima brzim,
Otreja vojsku tu i bogolikog Migdona vidjeh,
Oni uz obale vode Sangarija imahu oko. (Ilijada, III., 184-187)
U asirskim izvorima nazivaju se "Muški" (Mushki).

## Vanjske poveznice
- Frigijsko razdoblje u Anatoliji
- Frigija (enciklopedija Britannica)